# Пуритей
Пуритей — река в России, протекает по Ямало-Ненецкому АО. Устье реки находится в 121 км по левому берегу реки Пурпе. Длина реки составляет 100 км.

## Притоки
- 21 км: Хадыта (пр)
- 48 км: Янгнояйяха (пр)
- 69 км: Харвейяха (лв)
- 78 км: Хасырейяха (пр)

## Данные водного реестра
По данным государственного водного реестра России относится к Нижнеобскому бассейновому округу, водохозяйственный участок реки — Пур, речной подбассейн реки — подбассейн отсутствует. Речной бассейн реки — Пур.
Код объекта в государственном водном реестре — 15040000112115300056896.